# 富爾斯 (密西西比州)
富爾斯（英語：Furrs），又名霍伊爾（Hoyle），是位於美國密西西比州龐托托克縣的非建制地區。

## 歷史
富爾斯的郵局於1888年設立，其後於1907年停運。當地於1900年時有人口66人。

## 地理
富爾斯所處的海拔為高於海平面104米（即341英呎），而該地所採用的時區為UTC-6，即北美中部時區（CST）。同時該地設有夏令時間，為UTC-6調快一小時，即UTC-5（CDT）。